# Eulophia gracilis
Eulophia gracilis är en orkidéart som beskrevs av John Lindley. Eulophia gracilis ingår i släktet Eulophia och familjen orkidéer. Inga underarter finns listade i Catalogue of Life.